# Massud Peseschkian

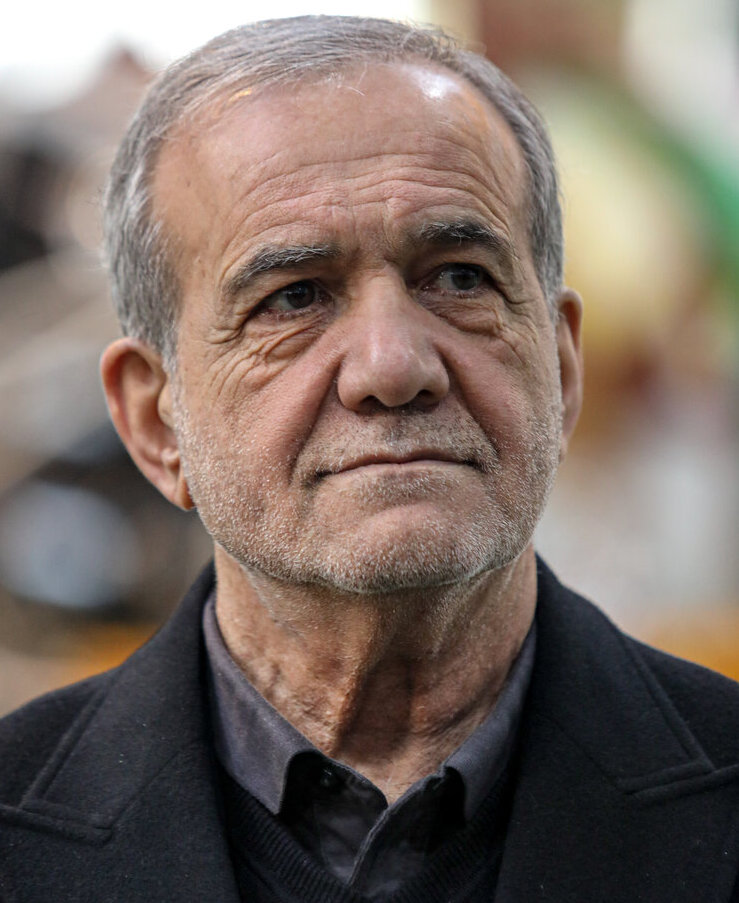
Massud Peseschkian (2025)

Massud Peseschkian (persisch مسعود پزشکیان, DMG Mas‘ūd-e Pezeškiyān; geboren am 29. September 1954 in Mahabad, West-Aserbaidschan, Iran) ist ein iranischer Politiker und seit 2024 Präsident der Islamischen Republik Iran.

## Leben

### Frühes Leben
Peseschkian wurde als Sohn aserbaidschanischer Eltern in Mahabad geboren. Nach Ablegen des Abiturs zog er 1973 nach Zabol, um dort den Militärdienst abzuleisten. Während dieser Zeit entwickelte er Interesse an der Medizin. Während des Ersten Golfkriegs war Peseschkian für die Entsendung der Medizinischen Korps zuständig, teilweise diente er auch an der Front. Peseschkians Frau war Gynäkologin. 1994 verlor er seine Frau und eines seiner vier Kinder bei einem Autounfall und heiratete danach nicht wieder.
Peseschkian ist auch Koranlehrer und Rezitator des Nahdsch al-Balāgha, eines wichtigen Textes für die Schiiten.

### Ausbildung
Peseschkian beendete 1985 sein Studium zum Allgemeinmediziner und begann, Physiologie am medizinischen Kolleg zu unterrichten. 1990 erhielt er seine Facharztausbildung in Allgemeinchirurgie an der Täbris-Universität der Medizinwissenschaften. Er wurde am Schahid-Madani-Krankenhaus in Täbris angestellt, wo er später auch die Leitung des Krankenhauses übernahm. 1993 erhielt er eine Subspezialisierung in Herzchirurgie an der Iran-Universität für Medizinische Wissenschaften und Gesundheitsdienste.

### Politische Karriere
Peseschkian war von 2001 bis 2005 Gesundheitsminister im Kabinett von Präsident Mohammed Chatami. Er wurde bei den Parlamentswahlen 2008 als einer der Abgeordneten von Täbriz gewählt. Er vertrat den Wahlkreis Täbris, Osku und Azarschahr im Madschles und war von 2016 bis 2020 dessen erster stellvertretender Sprecher. 2010 scheiterte er bei dem Versuch, stellvertretender Parlamentspräsident zu werden. Er ist Mitglied der sogenannten „Iran-Türkei-Freundschaftsgesellschaft“. Peseschkian kandidierte in Iran bei der Präsidentschaftswahl 2013, doch zog er seine Kandidatur zurück. Er wollte zur Präsidentschaftswahl 2021 kandidieren, wurde aber vom Wächterrat nicht zur Kandidatur zugelassen.
Peseschkian kandidierte erneut bei der Präsidentschaftswahl 2024. Die Wahl wurde durch den Tod von Staatspräsident Ebrahim Raisi bei einem Hubschrauberabsturz am 19. Mai vorzeitig notwendig. Er galt als einziger „moderat-konservativer Politiker“ unter den Präsidentschaftskandidaten. Vor dieser Wahl hatten sich die zwei iranischen Ex-Präsidenten Hassan Rohani und Mohammad Chatami für Peseschkian ausgesprochen. Er setzte sich schließlich bei der Stichwahl am 5. Juli 2024 gegen Said Dschalili durch; Peseschkian hatte bereits nach dem ersten Wahlgang in Führung gelegen. Er wurde schließlich am 28. Juli 2024 von Ali Chamenei zum Präsidenten ernannt.
Am 15. Juni 2025 überlebte Präsident Peseschkian nur knapp einen israelischen Mordanschlag während des israelischen Großangriff auf iranisches Territorium ab dem 13. Juni, den die Regierung Israels als Selbstverteidigung im Voraus begründete. Bei einer Explosion während einer Sitzung des Nationalen Sicherheitsrates in Teheran wurde er am Bein verletzt. In der Frage des Atomprogramms lehne der Iran die internationale Untersuchung und die Verhandlungen mit den USA weiterhin nicht ab, so Präsident Peseschkian, allerdings müsse das Vertrauen für den Verhandlungsprozess wiederhergestellt werden. Peseschkian warf dem israelischen Regierungschef Benjamin Netanjahu vor, seine "eigene Agenda" der "ewigen Kriege im Nahen Osten" zu verfolgen und rief die USA auf, sich nicht in Netanjahus Krieg hineinziehen zu lassen.

## Positionen
Massud Peseschkian ist ein Verteidiger der Islamischen Revolutionsgarde und bezeichnete sie im Jahr 2024 als „anders als in der Vergangenheit“. Zugleich fordert er das „Verschwinden des zionistischen Regimes von der Landkarte“ und lobte 2024 die iranischen Drohnen- und Raketenangriffe auf Israel als „Stolz der iranischen Nation“. Nachdem das iranische Parlament im Herbst 2024 ein Gesetz verabschiedet hatte, das hohe Strafen für Frauen vorsieht, die sich in der Öffentlichkeit nicht an die islamische Kleiderordnung (insbesondere der Pflicht zum Tragen des Kopftuchs) halten, legte Peseschkian sein Veto dagegen ein.
Peseschkian versprach, den Waffenstillstand in Gaza zu fördern, den Atomvertrag von 2015 zu verteidigen und eine Öffnung zum Westen anzustreben. Gleichzeitig betonte er, Iran strebe keine Atomwaffen an, kritisierte westliche Sanktionen und bekräftigte seine Bindung an den politischen Rahmen Irans.
Am 11. September 2024 besuchte er auf seiner ersten Auslandsreise den Irak, unterzeichnete 14 Kooperationsabkommen mit Premierminister al-Sudani und betonte die Bedeutung erweiterter bilateraler Zusammenarbeit. Am 16. September hielt Peseschkian seine erste Pressekonferenz ab, in der er versprach, Übergriffe der Sittenpolizei gegen Frauen zu stoppen sowie Social-Media-Sperren zu lockern, und betonte, dass Iran den USA nicht feindselig gegenüberstehe. Atomwaffenpläne dementierte er. Er warf Israel vor, Iran durch die Ermordung von Hamas-Auslandschef Ismail Hanija in Teheran in einen regionalen Krieg ziehen zu wollen, betonte jedoch das Recht auf Verteidigung.
Am 10. November 2024 traf Peseschkian erstmals Wladimir Putin in Aschgabat. Beide betonten die strategische Partnerschaft zwischen Iran und Russland, unterzeichneten Kooperationsabkommen und diskutierten geopolitische Themen. Ein weiteres Treffen beim BRICS-Gipfel wurde vereinbart. Peseschkian kritisierte Israels Nahost-Politik und bekräftigte Irans Verteidigungsfähigkeit. Peseschkian stand während dieser Zeit Herausforderungen gegenüber: Innenpolitisch versuchte er, gesellschaftliche Spannungen zu mindern und Reformen wie Bürgerrechte und Internetfreiheit umzusetzen. Außenpolitisch drohte ein Konflikt mit Israel zu eskalieren, während seine diplomatischen Bemühungen für Frieden begrenzten Erfolg hatten.
Am 14. November 2024 fanden Gespräche zwischen Peseschkian und Rafael Grossi, dem Chef der Internationalen Atomenergie-Organisation (IAEA) statt. Peseschkian betonte, Irans Atomprogramm sei friedlich und im Einklang mit internationalen Vorschriften, während Grossi konkrete Fortschritte zur Vermeidung weiterer Konflikte forderte.